# 张永泽
张永泽（1969年3月—），男，汉族，云南丘北人，中华人民共和国政治人物，1997年3月加入中国共产党，先后毕业于成都科技大学和四川联合大学，曾任西藏自治区环境保护局副局长、局长，环境保护厅厅长，中共山南地委副书记、行署专员、书记，中共山南市委书记，西藏自治区人民政府副主席。2022年1月8日，张永泽涉嫌严重违纪违法，接受中央纪委国家监委纪律审查和监察调查，是中共十九大以来西藏自治区首个接受调查的省部级官员，也是2022年全国范围内首个接受调查的省部级官员。
2022年7月7日，中央纪委国家监委网站发布消息，张永泽严重违纪并涉嫌犯罪，决定给予其开除党籍、开除公职处分；免去其第十届西藏自治区党委委员职务，终止其西藏自治区第十次党代会代表资格；收缴其违纪违法所得；将其涉嫌犯罪问题移送检察机关依法审查起诉，所涉财物一并移送。
2022年7月25日，西藏自治区人民政府原党组成员、副主席张永泽涉嫌受贿一案，由国家监察委员会调查终结，移送检察机关审查起诉。日前，最高人民检察院依法以涉嫌受贿罪对张永泽作出逮捕决定。该案正在进一步办理中。
2022年9月29日，陕西省西安市人民检察院针对张永泽涉嫌受贿一案已向西安市中级人民法院提起公诉
2023年9月7日，张永泽受贿案一审开庭，他当庭表示认罪悔罪，法庭擇期宣判。
2024年1月10日，西藏自治區政府前副主席張永澤，受賄5181萬餘元人民幣，在陝西西安市中級人民法院一審，判處有期徒刑14年，並罰款500萬元，張永澤當庭表示認罪，不上訴。